# 語義の曖昧性解消
語義の曖昧性解消（ごぎのあいまいせいかいしょう、英語: Word-sense disambiguation）とは自然言語処理において、文中のある単語に出会ったとき、その単語がどの語義をあらわしているのかを判断する過程のこと。語義識別、語義判別、語義確定などともいう。
自然言語の単語には複数の語義が存在する場合がある。たとえば動詞「やる」には以下のような異なった語義が存在する:
- 彼はその仕事をやった。（ある動作をする）
- その日はジャズをやった。（演奏/上映する）
- プレゼントとして時計をやった。（譲渡する）
- 机の上の本を向こうへやった。（どかす）
- 心配なので人をやった。（遣いを出す）
- 目を向こうへやった。（視線を投げる）

語義の曖昧性解消は機械翻訳などのアプリケーションで非常に重要である。たとえば日本語の「やる」という動詞のもつそれぞれの語義は、ほかの言語では別々の動詞（英語では play, give, remove など）によって表されているためである。現在の自然言語処理では、語義の曖昧性解消には単語の共起関係を使う手法が一般的である。